# Minas Tênis Clube 2021-2022 (pallavolo femminile)
Questa voce raccoglie le informazioni riguardanti il Minas Tênis Clube nella stagione 2021-2022.

## Stagione
Il Minas Tênis Clube utilizza la denominazione sponsorizzata Itambé Minas nella stagione 2021-22.
Partecipa alla Superliga Série A chiudendo al secondo posto la regular season e poi laureandosi campione del Brasile, dopo aver sconfitto in finale il Praia Clube.
Raggiunge un'altra finale in Coppa del Brasile, ma viene sconfitto dal Bauru, così com'era uscito sconfitto in precedenza nella finale di Supercoppa brasiliana contro il Praia Clube.
In ambito statale incrocia ancora il club di Uberlândia nella finale del Campionato Mineiro, nella quale sono ancora una volta le avversarie ad aggiudicarsi il trofeo.
A livello internazionale prende invece parte alle due edizioni del campionato sudamericano per club tenutesi nel corso dell'annata: raggiunge la finale in entrambe, dove sfida sempre il Praia Clube, uscendo sconfitto nel 2021, per poi trionfare nel 2022.

## Organigramma societario
Area direttiva
- Presidente: Ricardo Vieira Santiago
- Vicepresidente: Carlos Henrique Martins
- Direttore sportivo: Keyla Monadjemi
- Gestore: Rogério Romero
- Supervisore: Jarbas Soares Ferreira

Area tecnica
- Allenatore: Nicola Negro
- Allenatore in seconda: Durval Nunes
- Assistente allenatore: Sheilla de Castro
- Scoutman: Rodrigo Fuentealba
- Preparatore atletico: Alexandre Marinho Ferreira

Area sanitaria
- Medico: Rodrigo de Paula Mascarenhas Vaz
- Fisioterapista: Bruna Melato Bernardes de Faria

## Rosa
| N° | Nome               | Ruolo | Data di nascita | Nazionalità sportiva |
| -- | ------------------ | ----- | --------------- | -------------------- |
| 1  | Jaqueline Schmitz  | S     | 2 novembre 2003 | Brasile              |
| 2  | Caroline Gattaz    | C     | 27 luglio 1981  | Brasile              |
| 3  | Mácris Carneiro    | P     | 3 marzo 1989    | Brasile              |
| 4  | Fernanda Depiné    | P     | 16 gennaio 2004 | Brasile              |
| 5  | Priscila Daroit    | S     | 10 agosto 1988  | Brasile              |
| 6  | Thaísa de Menezes  | C     | 15 maggio 1987  | Brasile              |
| 7  | Ana Vitória Silva  | C     | 18 giugno 2003  | Brasile              |
| 8  | Júlia Kudiess      | C     | 2 gennaio 2003  | Brasile              |
| 9  | Kisy do Nascimento | O     | 28 gennaio 2000 | Brasile              |
| 10 | Júlia Moreira      | L     | 10 gennaio 1999 | Brasile              |
| 11 | Priscila Heldes    | P     | 27 marzo 1992   | Brasile              |
| 12 | Sabrina de Paula   | S     | 13 agosto 2004  | Brasile              |
| 13 | Neriman Özsoy      | S     | 13 luglio 1988  | Turchia              |
| 14 | Luiza Vicente      | S     | 22 luglio 2004  | Brasile              |
| 15 | Larissa Fortes     | L     | 16 agosto 2004  | Brasile              |
| 16 | Priscila Souza     | S     | 29 ottobre 1987 | Brasile              |
| 17 | Maria Fontes       | S     | 28 marzo 2003   | Brasile              |
| 18 | Rebeca Silva       | C     | 21 aprile 2004  | Brasile              |
| 19 | Léia da Silva      | L     | 1º marzo 1985   | Brasile              |
| 20 | Danielle Cuttino   | O     | 22 giugno 1996  | Stati Uniti          |
| -  | Sabrina Machado    | O     | 9 aprile 1996   | Brasile              |

## Statistiche

### Statistiche di squadra
| Competizione                 | Punti | In casa | In casa | In casa | In trasferta | In trasferta | In trasferta | Totale | Totale | Totale |
| Competizione                 | Punti | G       | V       | P       | G            | V            | P            | G      | V      | P      |
| ---------------------------- | ----- | ------- | ------- | ------- | ------------ | ------------ | ------------ | ------ | ------ | ------ |
| Superliga Série A            | 55    | 14      | 12      | 2       | 14           | 12           | 2            | 28     | 24     | 4      |
| Coppa del Brasile            | -     | 1       | 1       | 0       | 0            | 0            | 0            | 3      | 2      | 1      |
| Supercoppa brasiliana        | -     | -       | -       | -       | -            | -            | -            | 1      | 0      | 1      |
| Campionato sudamericano 2021 | 10    | -       | -       | -       | -            | -            | -            | 4      | 3      | 1      |
| Campionato sudamericano 2022 | 6     | -       | -       | -       | -            | -            | -            | 4      | 4      | 0      |
| Totale                       | -     | 15      | 13      | 2       | 14           | 12           | 2            | 40     | 33     | 7      |

### Statistiche dei giocatori
| Giocatrice       | Superliga Série A | Superliga Série A | Superliga Série A | Superliga Série A | Superliga Série A |
| Giocatrice       | P                 | PT                | AV                | MV                | BV                |
| ---------------- | ----------------- | ----------------- | ----------------- | ----------------- | ----------------- |
| M. Carneiro      | 27                | 46                | 10                | 14                | 22                |
| D. Cuttino       | 22                | 268               | 233               | 33                | 2                 |
| P. Daroit        | 28                | 292               | 236               | 30                | 26                |
| L. da Silva      | 28                | 0                 | 0                 | 0                 | 0                 |
| F. Depiné        | 0                 | 0                 | 0                 | 0                 | 0                 |
| T. de Menezes    | 19                | 286               | 172               | 88                | 26                |
| S. de Paula      | 0                 | 0                 | 0                 | 0                 | 0                 |
| K. do Nascimento | 27                | 193               | 163               | 21                | 9                 |
| M. Fontes        | 0                 | 0                 | 0                 | 0                 | 0                 |
| L. Fortes        | 0                 | 0                 | 0                 | 0                 | 0                 |
| C. Gattaz        | 25                | 267               | 206               | 46                | 15                |
| P. Heldes        | 26                | 7                 | 4                 | 1                 | 2                 |
| J. Kudiess       | 19                | 113               | 49                | 48                | 16                |
| S. Machado       | -                 | -                 | -                 | -                 | -                 |
| J. Moreira       | 5                 | 0                 | 0                 | 0                 | 0                 |
| N. Özsoy         | 24                | 334               | 308               | 21                | 5                 |
| J. Schmitz       | 0                 | 0                 | 0                 | 0                 | 0                 |
| A.V. Silva       | 0                 | 0                 | 0                 | 0                 | 0                 |
| R. Silva         | 4                 | 2                 | 1                 | 1                 | 0                 |
| P. Souza         | 23                | 76                | 64                | 4                 | 8                 |
| L. Vicente       | 7                 | 5                 | 5                 | 0                 | 0                 |

P = presenze; PT = punti totali; AV = attacchi vincenti; MV = muri vincenti; BV = battute vincenti

NB: Non sono disponibili i dati relativi alla Coppa del Brasile, alla Supercoppa brasiliana, al campionato sudamericano per club 2021 e al campionato sudamericano per club 2022 e, di conseguenza, quelli totali.